# Xosé Manuel Barreiro Fernández
Xosé Manuel Barreiro Fernández (Lugo, 18 de setembre de 1957) és un polític gallec del Partit Popular, actual portaveu del Grup Popular al Senat espanyol.

## Trajectòria
Es va llicenciar el 1983 en Ciències Econòmiques i Empresarials a la Universitat de Santiago de Compostel·la, disciplina en la qual és doctor i catedràtic d'universitat. Està casat i té dues filles.
El 1995 es va iniciar a la política, apadrinat per Francisco Cacharro Pardo. Es va convertir en regidor del PPdeG a l'Ajuntament de Lugo, en una llista encapçalada per Joaquín García Díez a les eleccions municipals. Es va ocupar de l'àrea d'Economia. El 1997 es va convertir en diputat al Parlament de Galícia i a les eleccions municipals de 1999 va renunciar al seu càrrec a l'ajuntament per centrar-se única i exclusivament en la seva tasca parlamentària.
El 21 de gener de 2003, Manuel Fraga el va nomenar conseller de Medi Ambient i Desenvolupament Sostenible, en plena crisi del Prestige. El 10 de setembre de 2004 és designat vicepresident segon de la Xunta de Galícia. A les eleccions autonòmiques de 2005 encapçala per primer cop la candidatura del PP a la província de Lugo. Malgrat ésser el partit més votat, el PPdeG va perdre el govern de la Xunta degut a la pèrdua per un escó de la majoria absoluta i la posterior coalició entre PSdeG-PSOE i BNG. Conseqüentment va deixar d'ocupar els càrrecs de vicepresident i conseller a l'agost de 2005.
A principis de 2006 va competir amb Alberto Núñez Feijoo per ser el successor de Manuel Fraga al capdavant del PPdeG. Va perdre però va quedar-se com a vicepresident del partit. El juliol de 2006 és nomenat candidat a la presidència de la Diputació de Lugo per a les eleccions municipals de 2007.
A les eleccions generals de 2008 és escollit senador per la província de Lugo, càrrec que renovà a les eleccions de 2011. Aquell mateix any es va convertir en portaveu del Partit Popular al Senat.

## Càrrecs
- Regidor a l'Ajuntament de Lugo (1995-1999)
- Diputat del Parlament de Galícia (1997-2007)
- President del PP de Lugo (des de 2002)
- Conseller de Medi Ambient de la Xunta de Galícia (2003-2005)
- Vicepresident segon de la Xunta de Galícia (2004-2005)
- Senador per la província de Lugo (des de 2008).
- Portaveu del Grup Popular al Senat (des de 2011).